# Turn It Up Faggot
Turn It Up Faggot é o álbum de estreia do grupo de indie rock Deerhunter. O título do álbum se refere a uma provocação que foi gritou para a banda durante o início de shows ao vivo, embora o álbum também seja conhecido como auto-intitulado. O álbum foi dedicado a Justin Bosworth, baixista original da banda, falecido em 2004. O vocalista Bradford Cox fez a fotografia da capa, a tipografia e a montagem para o álbum. Para a capa do disco, Bradford Cox tirou uma foto de Jared Swilley dos Black Lips, reconhecível por alguns por causa da tatuagem em seu braço.
O vídeo da música "Oceans" está disponível como um CD-ROM extra. O vocalista Bradford Cox tem frequentemente expressa aversão à sua estréia em entrevistas:
| “ | "Eu odeio esse álbum, eu realmente odeio. Eu gostei quando o fizemos, mas nós éramos uma banda de jovens - realmente só desesperado para colocar algo para fora - e eu não acho que nós estávamos prontos." | ” |

## Faixas
Todas as músicas escritas por Bradford Cox.
1. "N. Animals" - 2:34
2. "Adorno" - 4:36
3. "Tech School" - 2:29
4. "Ponds" - 2:50
5. "Language/Violence" - 2:36
6. "Oceans" - 3:47
7. "Basement" - 2:59
8. "Young Layer" - 2:19
9. "Death Drag" - 6:16

- "Oceans" (video) - 3:47

## Créditos
- Bradford Cox - guitarra, vocal, tapes, piano.
- Moses Archuleta - bateria, percussão.
- Josh Fauver - baixo, piano, percussão.
- Colin Mee - guitarra elétrica , guitarra acústica, percussão.
- Chris Bishop - gravação, mixagem.